# Konrad Krebs

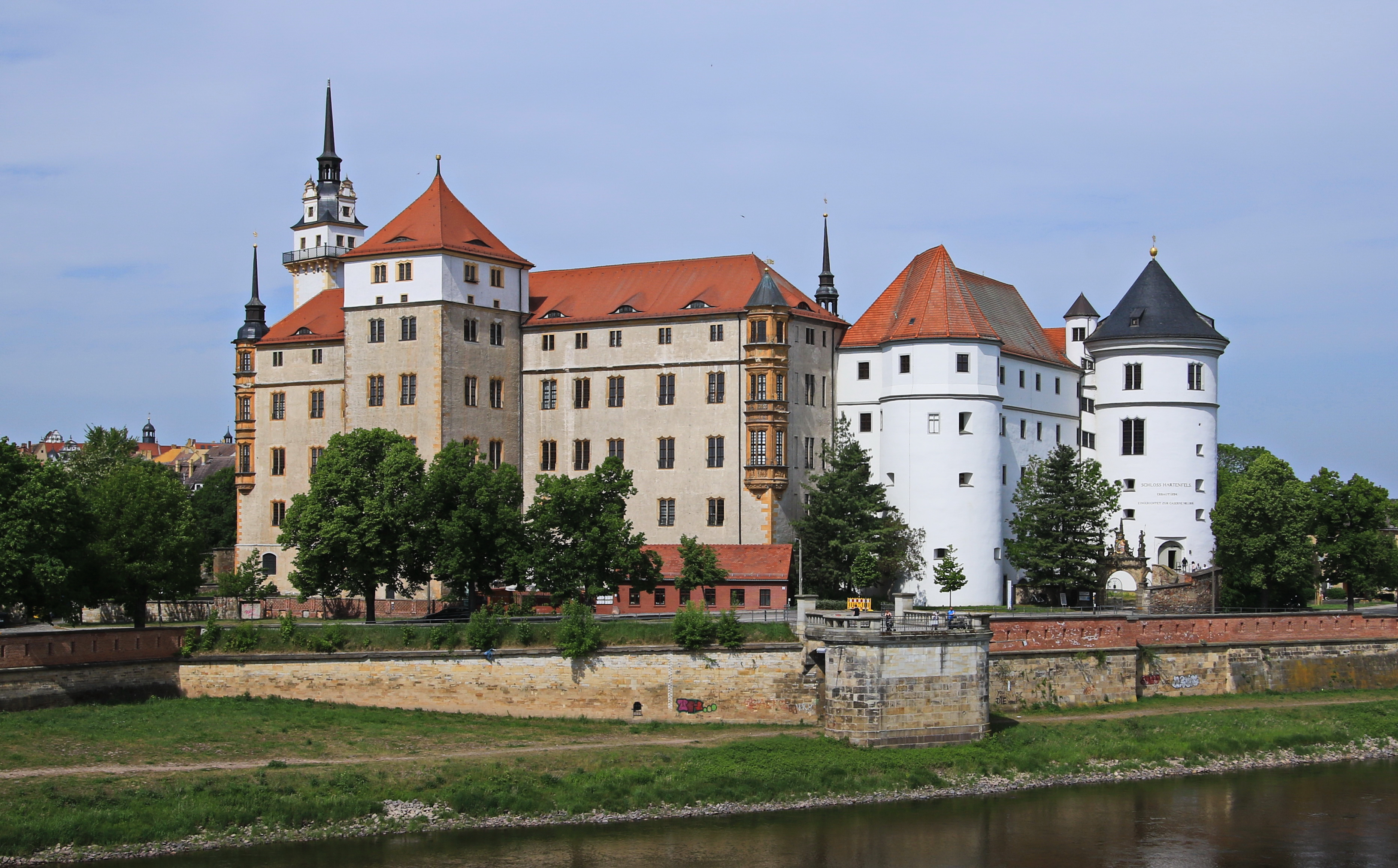
zamek Hartenfels w Torgau

Konrad Krebs (ur. w 1492, najprawdopodobniej w Büdingen, zm. 1 września 1540 w Torgau) – niemiecki architekt i budowniczy. Jeden z głównych przedstawicieli wczesnego renesansu w Saksonii. 

## Życiorys
Z zawodu kamieniarz, pierwsze prace jako budowniczy podjął w 1520 przy budowie późnogotyckich naw kościoła św. Maurycego w Coburgu (Frankonia). W 1531 postawił na zamku w Coburgu edykułę z cysterną – obecnie jest to druga pod względem wieku renesansowa fontanna na terenie Niemiec. 
1 grudnia 1532 książę Saksonii i elektor Rzeszy Jan Fryderyk Wspaniałomyślny powołał Krebsa na stanowisko głównego budowniczego (niem. Landbaumeister) w Torgau, gdzie Krebs pracował nad południowym skrzydłem zamku Hartenfels (1533–1536). Budowę wieży północnej przerwała śmierć budowniczego – wieżę ukończył Nikolaus Grohmann. 

## Wybrane dzieła
- 1533–1536 – zamek Hartenfels w Torgau
- 1537 – projekt renesansowego zamku w Berlinie
- 1537 – projekt zbrojowni w mieście Gotha (Turyngia)
- rozbudowa fortyfikacji Wittenbergi oraz kierownictwo budowy ratusza w Wittenberdze[1].

## Literatura dodatkowa
- Karl Scheffler: Deutsche Baumeister. P. List, 1941, s. 157–158. (niem.).